# ウルタール・サール
ウルタール・サール（ウルドゥー語: آلتر سار）は、パキスタン・カラコルム山脈バツーラ山群に属する10kmにわたる山群の総称。ボイオハグル・デュアナシール（「天を駆ける馬」の意）とも呼ばれる第1峰（7,329m）、第2峰（7,388m）、フンザ峰（6,270m）等からなる。第2峰の標高は世界70位。日本ではウルタルII峰として知られる。

## 概要

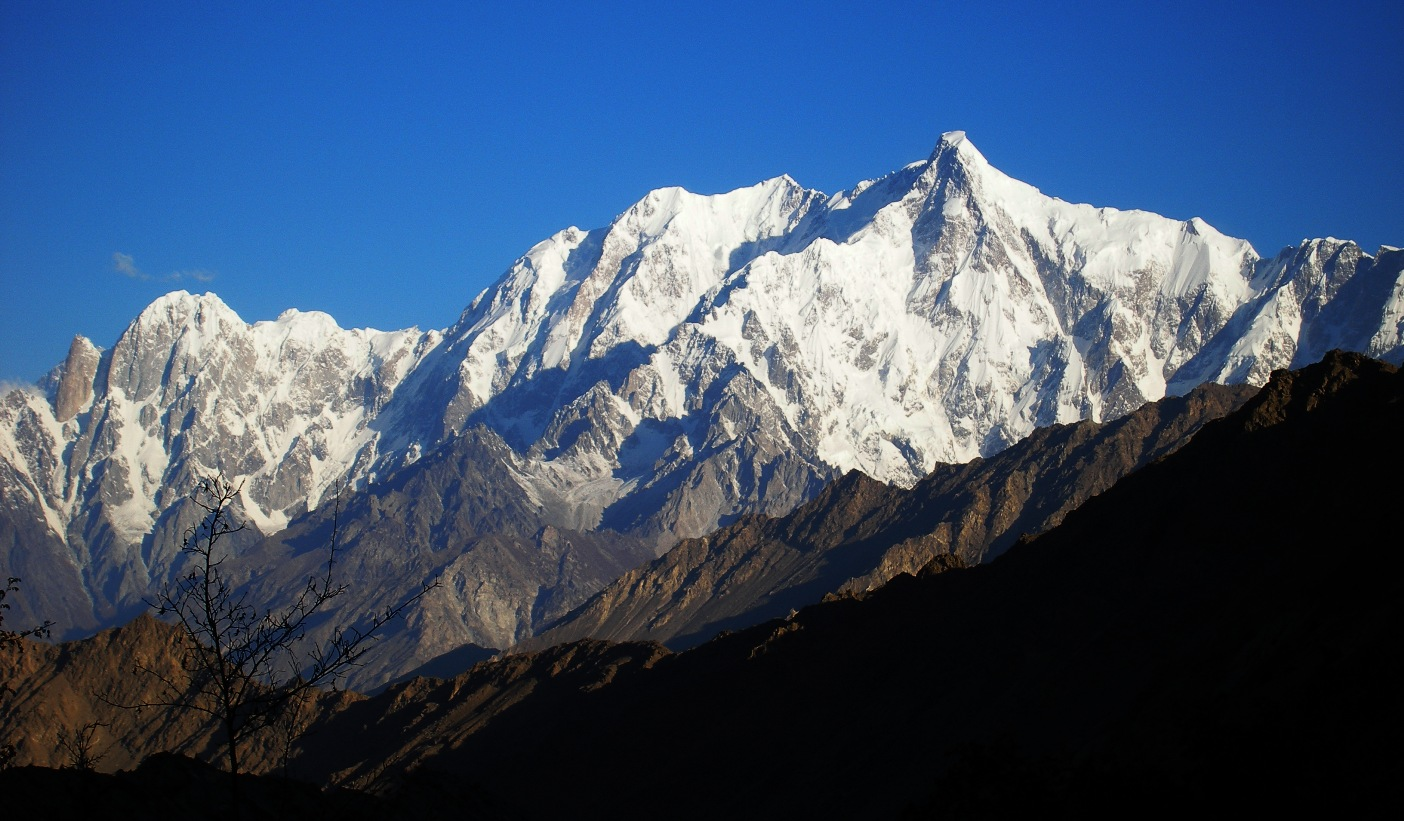
中央右がII峰、中央がI峰。左はフンザ峰

8000メートル峰が全て攻略され、先鋭登山の主流が未踏の7000m峰に移った後に、政治的な理由などで入山が不可能だった山を除いた「最後の未踏峰」として残された難峰である。熾烈な初登頂争いが展開されたが、頻繁に発生する雪崩と落石、悪天候、ルート取りの困難さなどから一流の登山家を退け続け、「解の見つからない山」「7000mの高さにアイガー北壁を重ねたようなもの」と評された。

## 登山史
- 1984年7月28日 - 広島山岳会（三好忠行総隊長）の名越實、木佐英一、岡本良一がI峰に初登頂。2日後にも二次アタック隊の5人が登頂に成功。
- 1985年 - キキ・パブロ（スペイン）隊、落石、氷塔の崩壊、雪崩の頻発により敗退。
- 1986年 - 成田俊夫（日本・パキスタン・アメリカ合同）隊が5,500mまで到達するが、落石の頻発により敗退。
- 1988年
  - ヴィクター・サンダース（英米合同）隊、南東ピラーからアルパインスタイルで挑むが、アイゼンの破損、悪天候などにより敗退。
  - ミック・ファウラー（イギリス）隊、南稜からアルパインスタイルで挑むが悪天候により6500mで敗退。
- 1990年 - 長谷川恒男（ウータン・クラブ）隊、7,020mまで到達するが悪天候のため敗退。
- 1991年 - 長谷川恒男隊（長谷川恒男・星野清隆）の2名が雪崩に巻き込まれ遭難死。
- 1992年 - 成田俊夫隊、悪天候により5,400mで敗退。
- 1993年 - ノルウェー隊、悪天候により5,800mで敗退。
- 1994年
  - ジュリアン・フリーマン（英米合同）隊、初の北面からの攻略が行われるが、悪天候により6,000mで敗退。
  - 高橋堅（カトマンズ・クラブ）隊、6,900mで敗退。黒川溶三郎隊員が墜落死。
- 1996年
  - 7月11日 - 山崎彰人、松岡清司（碧稜山岳会）（日本山岳会東海支部）隊、南西壁をアルパインスタイルで初登頂。ABC（アドバンスドベースキャンプ）帰還後に山崎隊員が急死。
  - 7月31日 - カトマンズ・クラブ隊の5人が南稜ルートで第2登を果たす。
- 2005年 - ヤニク・グラツィアーニ、クリスティアン・トロンスドルムが南東ピラー6,000m地点まで試登。
- 2007年 - コリン・ハレー、ジェド・ブラウンが南東ピラーに挑むが敗退。
- 2011年 - アルパインクライマーの佐藤裕介、一村文隆が南東ピラーに挑むも6,500mで敗退。
- 2018年 - クリスティアン・ヒューバーが雪崩により遭難死。同パーティのティモシー・ミラー、ブルース・ノーマンが負傷し救出される。